# 576年
| 千纪： | 1千纪 |
| 世纪： | 5世纪 \| 6世纪 \| 7世纪 |
| 年代： | 540年代 \| 550年代 \| 560年代 \| 570年代 \| 580年代 \| 590年代 \| 600年代                                                          |
| 年份： | 571年 \| 572年 \| 573年 \| 574年 \| 575年 \| 576年 \| 577年 \| 578年 \| 579年 \| 580年 \| 581年                                    |
| 纪年： | 丙申年（猴年）；高昌延昌十六年；北齊武平七年，隆化元年；西梁天保十五年；南朝陳太建八年；北周建德五年；高延宗德昌元年；新罗鴻濟五年 |

## 大事记
- 北周再次大舉伐北齊，攻克平陽，齐后主帶馮小憐御駕親征圍攻平陽，兵敗後撤退晉陽，不久南逃回都城鄴。留守晉陽的安德王高延宗被部下擁立為帝，改元德昌，軍心登時大振，反敗為勝，幾乎將周武帝活捉。但僅兩天就因得勝後懈怠防備被捲土重來的周軍打敗俘獲。